# Robert Schréder
Robert Schréder, né à Bra le 18 novembre 1912 et mort à Sainte-Ode le 19 juillet 1999, est un homme politique belge et un militant wallon.
Résistant, il a passé plusieurs mois à Buchenwald. Conseiller communal de Waha, il en devient bourgmestre en 1958 et le demeure jusqu'en 1974. Il n'est pas fédéraliste, ne voulant ce système que s'il est avéré que le Luxembourg y trouve son intérêt.
Il est sénateur provincial de 1971 à 1974 puis député permanent de la province de Luxembourg. Paradoxalement, car sa pensée évolue vers le fédéralisme et il considère que ce système va rendre les provinces inutiles. Il est député permanent pour l'agriculture et s'efforce d'amener à des interventions publiques pour les équipements agricoles de sa province (laiteries, abattoirs, enclos d'équarrissages).
Il refuse de participer au tournant à gauche du Rassemblement wallon imprimé par Paul-Henry Gendebien et quitte ce parti pour rejoindre François Perin et Jean Gol au PRLw en 1977. Il n'achèvera pas son mandat de député permanent.